# Valdeprado del Río
Valdeprado del Río là một đô thị trong tỉnh và cộng đồng tự trị Cantabria, Tây Ban Nha. Đô thị này có diện tích là 89,33 ki-lô-mét vuông, dân số năm 2009 là 310 người với mật độ 3,47 người/km². Đô thị này có cự ly 90 km so với tỉnh lỵ Santander.